# Lijst van gemeentelijke monumenten in Baak
De plaats Baak, onderdeel van de gemeente Bronckhorst, kent 22 gemeentelijke monumenten:
| Object                                                                      | Bouwjaar                                                   | Architect                                            | Locatie                          | Coördinaten                  | Nr.           | Afbeelding                                                                  |
| --------------------------------------------------------------------------- | ---------------------------------------------------------- | ---------------------------------------------------- | -------------------------------- | ---------------------------- | ------------- | --------------------------------------------------------------------------- |
| Grote T-Boerderij                                                           |                                                            |                                                      | Toverstraat 2                    | 52° 5' 0" NB, 6° 14' 60" OL  | 1876/wikinr1  | Meer afbeeldingen                                                           |
| Boerderij                                                                   |                                                            |                                                      | L. Dolfingweg 4                  | 52° 4' 27" NB, 6° 13' 14" OL | 1876/wikinr2  | Boerderij                                                                   |
| Boerderij                                                                   |                                                            |                                                      | Dollemansstraat 3                | 52° 4' 3" NB, 6° 13' 42" OL  | 1876/wikinr3  | Boerderij                                                                   |
| Boerderij                                                                   |                                                            |                                                      | De Veersweg 6                    | 52° 5' 2" NB, 6° 14' 29" OL  | 1876/wikinr4  | Boerderij                                                                   |
| Boerderij                                                                   |                                                            |                                                      | Bakermarksedijk 4                | 52° 3' 33" NB, 6° 14' 19" OL | 1876/wikinr5  | Boerderij                                                                   |
| Boerderij                                                                   | 1802                                                       |                                                      | Molenweg 9                       | 52° 4' 48" NB, 6° 13' 27" OL | 1876/wikinr6  | Boerderij                                                                   |
| Boerderij                                                                   |                                                            |                                                      | Rozenstraat 17                   | 52° 4' 27" NB, 6° 15' 5" OL  | 1876/wikinr7  | Boerderij                                                                   |
| Boerderij                                                                   |                                                            |                                                      | Rozenstraat 17a                  | 52° 4' 27" NB, 6° 15' 6" OL  | 1876/wikinr8  | Boerderij                                                                   |
| Cultureel centrum Concordia, oorspronkelijk gebouwd als schuurkerk Martinus | 1772-'73, verhoogd in 1836                                 | mogelijk Teunis Wittenberg, verhoging naar D. Lijsen | Pastoriestraat 5                 | 52° 4' 41" NB, 6° 13' 47" OL | 1876/wikinr9  | Cultureel centrum Concordia, oorspronkelijk gebouwd als schuurkerk Martinus |
| Boerderij                                                                   |                                                            |                                                      | Molenweg 24                      | 52° 4' 43" NB, 6° 13' 26" OL | 1876/wikinr10 | Boerderij                                                                   |
| Horeca/smederij                                                             |                                                            |                                                      | Zutphen-emmerikseweg 66          | 52° 4' 38" NB, 6° 13' 31" OL | 1876/wikinr11 | Horeca/smederij                                                             |
| Boerderij                                                                   |                                                            |                                                      | De Veersweg 3                    | 52° 4' 56" NB, 6° 14' 24" OL | 1876/wikinr12 | Boerderij                                                                   |
| Boerderij                                                                   |                                                            |                                                      | Vordenseweg 1                    | 52° 4' 49" NB, 6° 14' 31" OL | 1876/wikinr13 | Boerderij                                                                   |
| Boerderij                                                                   |                                                            |                                                      | De Veersweg 4                    | 52° 4' 59" NB, 6° 14' 29" OL | 1876/wikinr14 | Boerderij                                                                   |
| Arbeiderswoning                                                             |                                                            |                                                      | Bakermarksedijk 1                | 52° 3' 41" NB, 6° 14' 6" OL  | 1876/wikinr15 | Arbeiderswoning                                                             |
| Boerderij                                                                   |                                                            |                                                      | Bakermarksedijk 3                | 52° 3' 41" NB, 6° 14' 11" OL | 1876/wikinr16 | Boerderij                                                                   |
| Horeca                                                                      |                                                            |                                                      | Wichmondseweg 30                 | 52° 4' 38" NB, 6° 13' 44" OL | 1876/wikinr17 | Horeca                                                                      |
| Boerderij                                                                   |                                                            |                                                      | Beukenlaan 1                     | 52° 4' 31" NB, 6° 14' 3" OL  | 1876/wikinr18 | Boerderij                                                                   |
| Boerderij                                                                   |                                                            |                                                      | Beukenlaan 3                     | 52° 4' 31" NB, 6° 14' 4" OL  | 1876/wikinr19 | Boerderij                                                                   |
| Boerderij                                                                   |                                                            |                                                      | Schooldijk 2                     | 52° 4' 17" NB, 6° 13' 59" OL | 1876/wikinr20 | Boerderij                                                                   |
| R.K. Begraafplaats                                                          | Aangelegd 1850-'52 baarhuisje: 1857 Kruisigingsgroep: 1890 |                                                      | Zutphen-emmerikseweg ongenummerd | 52° 7' 42" NB, 6° 12' 2" OL  | 1876/wikinr21 | Meer afbeeldingen                                                           |
| Transformatorhuisje                                                         |                                                            |                                                      | Bakermarksedijk 15 traf          | 52° 3' 36" NB, 6° 14' 24" OL | 1876/wikinr22 | Transformatorhuisje                                                         |